# Bosa Occidental (estación)
La estación sencilla Bosa Occidental hará parte del sistema de transporte masivo de Bogotá llamado TransMilenio inaugurado en el año 2000.

## Ubicación
La estación está ubicada en el sur de la ciudad, más específicamente sobre la Avenida Ciudad de Cali con calle 58C sur. Se accederá a ella a través de un cruce peatonal semaforizado ubicado sobre la calle 58C bis sur.
Atenderá la demanda de los barrios Bosa la Paz, Escocia y sus alrededores. En las cercanías se encuentra el Colegio Débora Arango Pérez.

## Origen del nombre
La estación recibe su nombre de la vía ubicada al costado occidental. Además, para la asignación del nombre se contó con la participación de la comunidad, quienes sugirieron como esperaban que fuera nombrada.

## Historia
El 15 de octubre de 2020, se adjudicó la construcción de la Troncal Avenida Ciudad de Cali. La troncal contará con 6 nuevas estaciones.

## Servicios de la estación

### Esquema
| ← Sur        |               |               |             |
| Calle 59 Sur | sin servicios | sin servicios | Carrera 84A |
|              | Vagón 1       | Vagón 2       |             |
| Calle 59 Sur | sin servicios | sin servicios | Carrera 84A |
| Norte →      |               |               |             |

### Servicios urbanos
Así mismo funcionan las siguientes rutas urbanas del SITP en los costados externos a la estación, circulando por los carriles de tráfico mixto sobre la Avenida Ciudad de Cali, con posibilidad de trasbordo usando la tarjeta TuLlave:
| Código | Sector            | Dirección                   | Rutas                 |
| ------ | ----------------- | --------------------------- | --------------------- |
| 117A09 | G Br. La Paz Bosa | Av. C. de Cali - CL 57B Sur | A518C509K527 607A 927 |
| 116A08 | G CL 58 S         | Av. C. de Cali - CL 58 Sur  | 9-11G509G518 607A 927 |

## Ubicación geográfica
| Noroeste: Bosa       | Norte: Bosa | Nordeste: F Betania |
| Oeste: Bosa          |             | Este: Bosa          |
| Suroeste: F Islandia | Sur: Bosa   | Sureste: Bosa       |